# Franciscus-Antonius de Méan

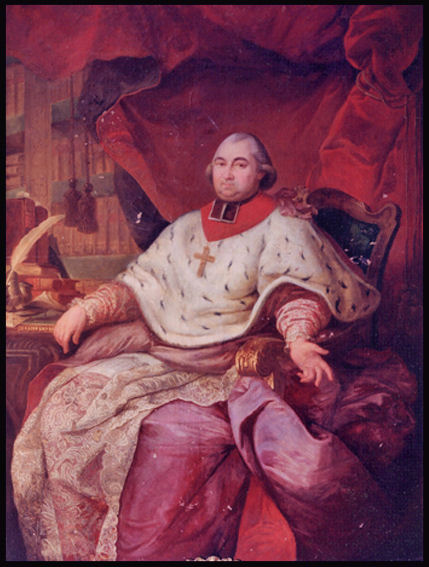
Fürstbischof Franciscus-Antonius de Méan de Beaurieux

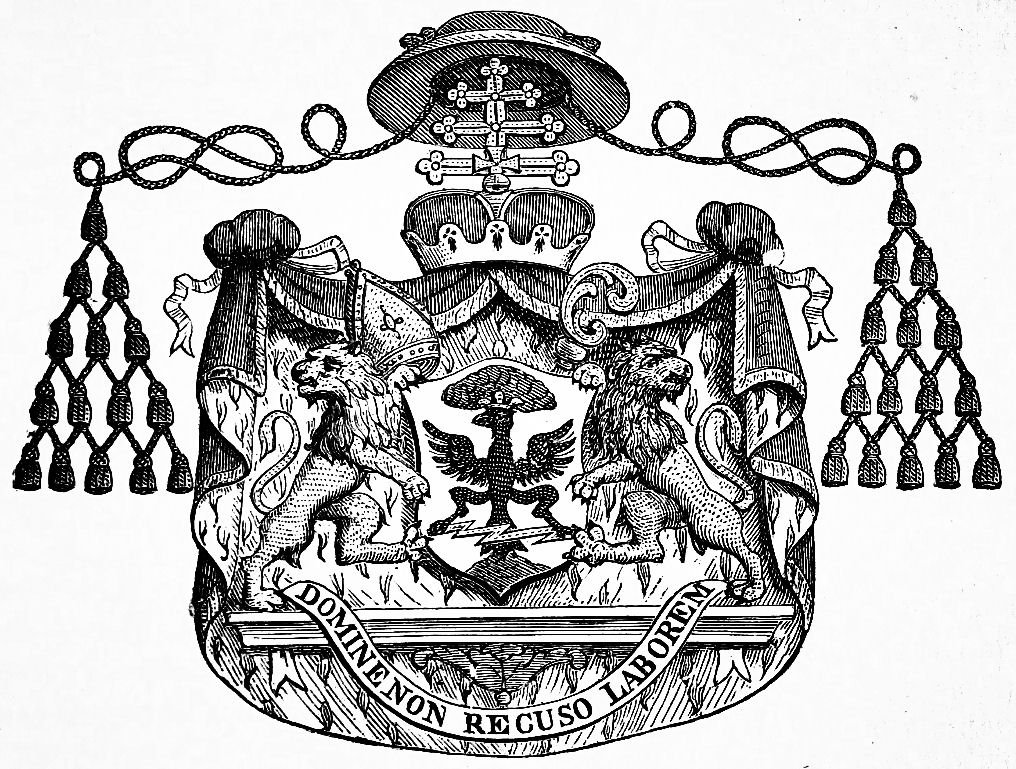
Wappen als Fürsterzbischof von Lüttich

François-Antoine de Méan de Beaurieux (* 6. Juli 1756 in Saive bei Blegny, Belgien; † 15. Januar 1831 in Mechelen) war der letzte Fürstbischof von Lüttich und Erzbischof von Mecheln. Er trug den Beinamen „Franziskus Antonius von Mecheln“.

## Leben
François-Antoine de Méan wurde als Sohn des Grafen François Antoine de Méan de Beaurieux und der Gräfin Maria Elisabeth Hoensbroeck im Schloss von Saive geboren. Sein Großvater war Bürgermeister von Lüttich und sein jüngerer Bruder Cesar Konstantin de Méan wurde später, als Franciscus-Antonius die Regentschaft des Hochstifts Lüttich übernommen hatte, Ministerpräsident.
Prinz Franciscus-Antonius de Méan studierte in Mainz und Douai und empfing am 17. September 1785 die Priesterweihe für das Bistum Lüttich. Am 19. Dezember 1785 wurde er zum Titularbischof von Hippos und zum Weihbischof in Lüttich berufen. Die Bischofsweihe spendete ihm sein Onkel Cäsar Constantin Franz von Hoensbroech, Fürstbischof von Lüttich, am 19. Februar des folgenden Jahres.
Während der Lütticher Revolution von 1789 floh er mit seinem Onkel Cäsar Constantin Franz von Hoensbroech nach Trier und kehrte 1791 nach Lüttich zurück. Nach dem Tode seines Onkels wurde er am 16. August 1792 Fürstbischof von Lüttich, er gewann folgende Titel hinzu: Herzog von Bouillon, Marquis von Franchi Ment, Graf von Looz und Hornes sowie Baron von Herstal. Am 24. September 1792 erhielt er die päpstliche Bestätigung seiner Ernennung und zudem den Titel eines Fürsten des Heiligen Römischen Reiches Deutscher Nation verliehen.
Seine Regentschaft wurde zwischen 1792 und 1801 durch die Besetzung französischer Truppen unterbrochen. Mit dem Konkordat vom 15. Juli 1801 endete die Existenz des Hochstifts Lüttich. Lüttich wurde als Suffraganbistum dem reorganisierten Erzbistum Mechelen unterstellt. De Méan de Beaurieux war der letzte Fürstbischof von Lüttich und wurde am 28. Juli 1817 zum Erzbischof von Mecheln ernannt.
Wilhelm I., König des Vereinigten Königreiches der Niederlande, hatte Fürstbischof de Méan zum Senatsmitglied berufen und somit war nach 1817 der Erzbischof der höchste Repräsentant der römisch-katholischen Kirche im Königreich, der den Eid auf die Verfassung ablegte. Der Heilige Stuhl rügte das Verhalten und de Méan reiste 1817 nach Rom, schließlich bestätigte der Vatikan de Méan als Erzbischof von Mechelen. Die Entscheidung Wilhelm I., die diözesane Priesterausbildung, und damit die Priesterseminare, zu schließen, führte zu einem Kirchenstreit. Der König hatte in Löwen das „Collegium Philosophicum“ errichtet und versuchte seit 1825 die Priesterausbildung der römisch-katholischen Kirche zu überwachen. Erst nach seinem Tod gelang seinem Nachfolger, Kardinal Engelbert Sterckx, nach der Gründung des Königreiches Belgien die Rückführung der Priesterausbildung in die Hände der Bischöfe.